# Перласа, Хонатан
Хонатан Эскиэль Перласа Лейва (исп. Jonathan Ezequiel Perlaza Leiva; род. 13 сентября 1997, Гуаякиль) — эквадорский футболист, полузащитник клуба «Керетаро».

## Клубная карьера
Перласа — воспитанник клуба «Рокафуэрте». В 2017 году игрок подписал контракт с «Гуаякиль Сити». 10 декабря в матче против «Депортиво Куэнка» он дебютировал в эквадорской Примере. 25 августа 2018 года в поединке против ЛДУ Кито Хонатан забил свой первый гол за «Гуаякиль Сити». В начале 2020 года Перласа перешёл в мексиканский «Керетаро». 19 января в матче против «Тихуаны» он дебютировал в мексиканской Примеры.
В начале 2021 года Перласа был арендован гуаякильской «Барселоной». 21 февраля в матче против «Манта» он дебютировал за новый клуб. 22 июля в поединке Кубка Либертадорес против аргентинского «Велес Сарсфилд» Хонатан забил свой первый гол за «Барселону». 